# Pongo (geografía)

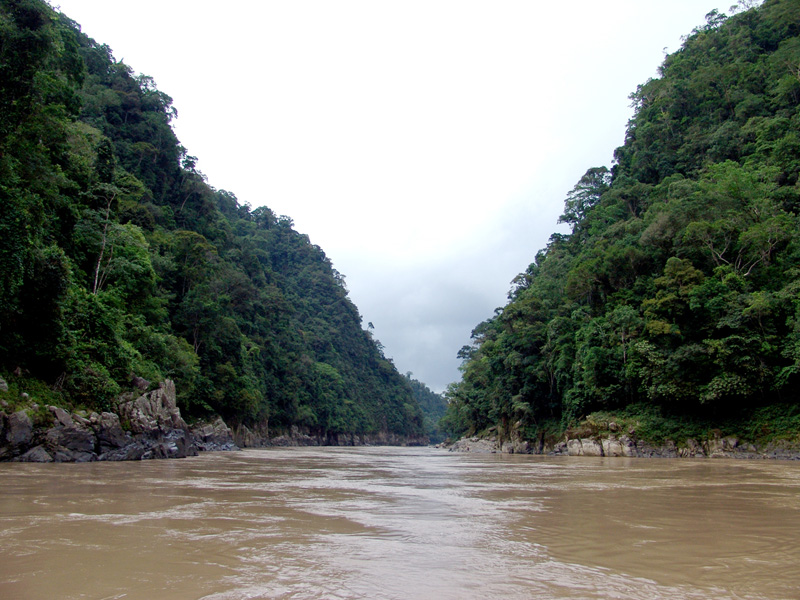
El Río Marañón a su paso por el pongo de Manseriche

Un pongo (del quechua: punku, ‘puerta’) es la forma en que se denomina al cluse en el Perú. Es un tipo de cañón angosto, corto y profundo, entallado por los ríos andinos a través de una Cordillera del Perú en su descenso hacia la llanura amazónica. Muchos pongos constituyen, aguas arriba, el límite de navegabilidad de los ríos. 
Las tres Cordilleras del Perú son: la Cordillera Occidental, la Cordillera Central y la Cordillera Oriental.
La  Cordillera Occidental tiene un pongo llamado el cañón del Pato, en el río Santa, cuando deja el valle Callejón de Huaylas y atraviesa la cordillera Negra en su paso hacia la costa del Pacífico. Es el único cluse en el flanco occidental de los Andes peruanos.
El pongo que corta la Cordillera Central del norte de Perú es el pongo de Rentema, también en el Marañón.
Los pongos que cortan la Cordillera Oriental del norte de Perú son el pongo de Manseriche, el más extenso del noroeste del Perú, atravesado por el río Marañón (río que tiene 35 millas de pongos antes de desaguar en el Amazonas) y el pongo de Aguirre, en el río Huallaga.
En el sur, los pongos que cortan la Cordillera Central de Perú son el pongo de Mantaro, en el río Mantaro, y el pongo de Apurímac, en el río Apurímac.
En el sur, los pongos que cortan la Cordillera Oriental de Perú son cuatro:
- Pongo de Tambo, en el río Tambo.
- Pongo de Mainique, el más peligroso paso de agua del río Urubamba.
- Pongo de Coñec, formado por el río Madre de Dios cuando atraviesa la cordillera de Paucartambo (sector comprendido entre los cerros Teparo Punta y Pantiacolla).
- Pongo de Inambari.